# Mare de Déu de la Cova
La Mare de Déu de la Cova és una imatge mariana venerada a Calafell (Baix Penedès, Catalunya). La imatge original va ser destruïda durant la Guerra Civil espanyola, però la seva devoció s'ha mantingut al llarg del temps. L'any 1992, després d'haver estat custodiada en una casa particular, la Mare de Déu de la Cova va ser restituïda a la Cripta del Castell en un acte festiu.

## Processó de la baixada de la Mare de Déu de la Cova
Cada any, en el marc de la Festa Major de la Candelera, se celebra la Baixada de la Mare de Déu de la Cova. Aquesta processó, que té lloc durant el cap de setmana més proper a la festivitat, trasllada la imatge des de la Cripta del Castell fins a l'església de la Santa Creu, situada al centre del poble. La imatge roman a l'església fins al 2 de febrer, dia de la Candelera, quan és retornada al Castell. Aquesta tradició, molt arrelada entre els habitants de Calafell, compta amb la participació de diverses entitats locals com l'Espurna Drac de Calafell, els Gegants de Calafell, els Gegantons de la Bota i el Pubillatge de Calafell i del Camp de Tarragona. Els veïns i veïnes acostumen a acompanyar la processó amb espelmes. Quan la imatge arriba a l'església, s'interpreta el Cant a la Mare de Déu, una composició restaurada i adaptada per Xavier Jorba, músic de Calafell. A continuació, el Cor Parroquial i el Cor Orfeó Calafellenc interpreten el Cant dels Goigs.
La veneració a la Mare de Déu de la Cova forma part del patrimoni cultural i religiós de Calafell. El conjunt d'actes està organitzat per la Parròquia de la Santa Creu de Calafell i l'Associació La Bota.

## Evolució històrica
La devoció a la Mare de Déu de la Cova es remunta a l'Edat mitjana. L'església romànica del Castell, construïda al segle xi, custodiava una talla de fusta de 35 cm en estil Sedes Sapientiae, amb el Nen a la falda. A partir del segle xii, es van incorporar corones per simbolitzar la seva condició de Reina del Cel. Durant el Barroc (segle xvii i segle xviii), la imatge es vestia amb robes sumptuoses. El 1806 es traslladà a la nova església parroquial, i el 1851 es creà una nova imatge per a processons. Ambdues van ser destruïdes el 1936 durant la Guerra Civil. El 1955 es va encarregar una nova talla, sufragada per Teresa Grifols. Destinada a la Cripta del Castell, inicialment fou col·locada a la nova església parroquial I en una casa particular. El 1992, després de la restauració del Castell, es restablí el culte a la seva ubicació original.